# Groninga
Groninga (in olandese Groningen, AFI: [ˈxroˑʊ̯nɪŋə(n)] ; in gronings Grunnen) è una città (238 147 abitanti) dei Paesi Bassi settentrionali, capoluogo della provincia omonima.
Per via della sua università e della sua vita culturale, Groninga è considerata la più importante città dei Paesi Bassi settentrionali. Essa è anche nota come Stad (città) e Groot Loug (grande villaggio). Gli abitanti di Groninga sono chiamati Stadjers (cittadini), anche per contrasto con la regione circostante, essenzialmente agricola.

## Storia

### Origini
Groninga sorse ai piedi dell'Hondsrug. Antichi reperti archeologici esaminati recentemente col Metodo del carbonio-14 testimoniano di insediamenti presenti in loco già intorno al 3950-3720 a.C.
Groninga si è, probabilmente, sviluppata da due nuclei diversi. Uno intorno al corrente Martinikerkhof, e l'altro tra lo Zuiderdiep e il Verbindingskanaal. La chiesa più antica, oggi nota come Chiesa di San Martino, venne fondata intorno al 800, secondo recenti scavi archeologici.
Tuttavia la più antica menzione scritta dell'insediamento, nota all'epoca come Villa Cruoninga, risale solo al 1040 quando l'imperatore Enrico III il Nero lo dona al Vescovo di Utrecht.

### Medioevo
Groninga, in origine sotto forma di un Esdorp, villaggio sorto attorno a uno spazio verde centrale, era un importante centro commerciale nel Medioevo, favorito dalla sua posizione al confine tra l'attuale provincia di Drenthe e quella della Frisia.
Dopo il 1040, col passaggio di Groninga al Principato di Utrecht, iniziarono a crearsi delle tensioni fra il vescovo e alcuni degli abitanti della città. Infatti la non continuità territoriale fra il Principato (Sticht) e la città di Groninga, intervallati dal Ducato di Gheldria (Oversticht) impedivano un'autorità diretta del vescovo-sovrano sul territorio. Così il Vescovo Hartbert nominò suo fratello Rudolf burgravio di Groninga concedendogli l'ereditarietà del titolo. Tuttavia le cose non migliorarono; si crearono due parti distinte della città, detti kluften o distretti. Da un lato, intorno all'allora chiesa di Santa Valpurga (odierna chiesa di san Martino), vi erano i simpatizzanti del vescovo (aristocratici e proprietari terrieri); e dell'altro, verso il fiume Aa, i cittadini (pescatori e commercianti) atti a difendere i loro interessi. Questo secondo nucleo sarebbe, forse, stato in origine frisona. Secondo la tradizione, come raffigurato in un quadro del XVI secolo conservato all'Aa-Kerk, Carlo Magno concede la Libertà Frisona.
Nel 1215 venne nominato vescovo di Utrecht Otto II di Lippe, co-autore della Quinta crociata, che una volta tornato in patria decise di rinforzare il suo potere sullo Sticht. ll 28 luglio 1227 si combatté la Battaglia di Ane, fra le truppe del vescovo-principe di Utrecht e quelle della coalizione degli abitanti di Groninga e della Drenthe (per lo più contadini) guidata da Rudolf II di Coevorden. Vinsero inaspettatamente questi ultimi, soprattutto a causa della migliore conoscenza del territorio. Dopo altre vane invasioni da parte della Chiesa e dei Frisoni, il nuovo vescovo Otto van Holland propose una soluzione pacifica dando autonomia agli abitanti della Drenthe in cambio dell'edificazione di conventi sul territorio.

### Ascesa economica

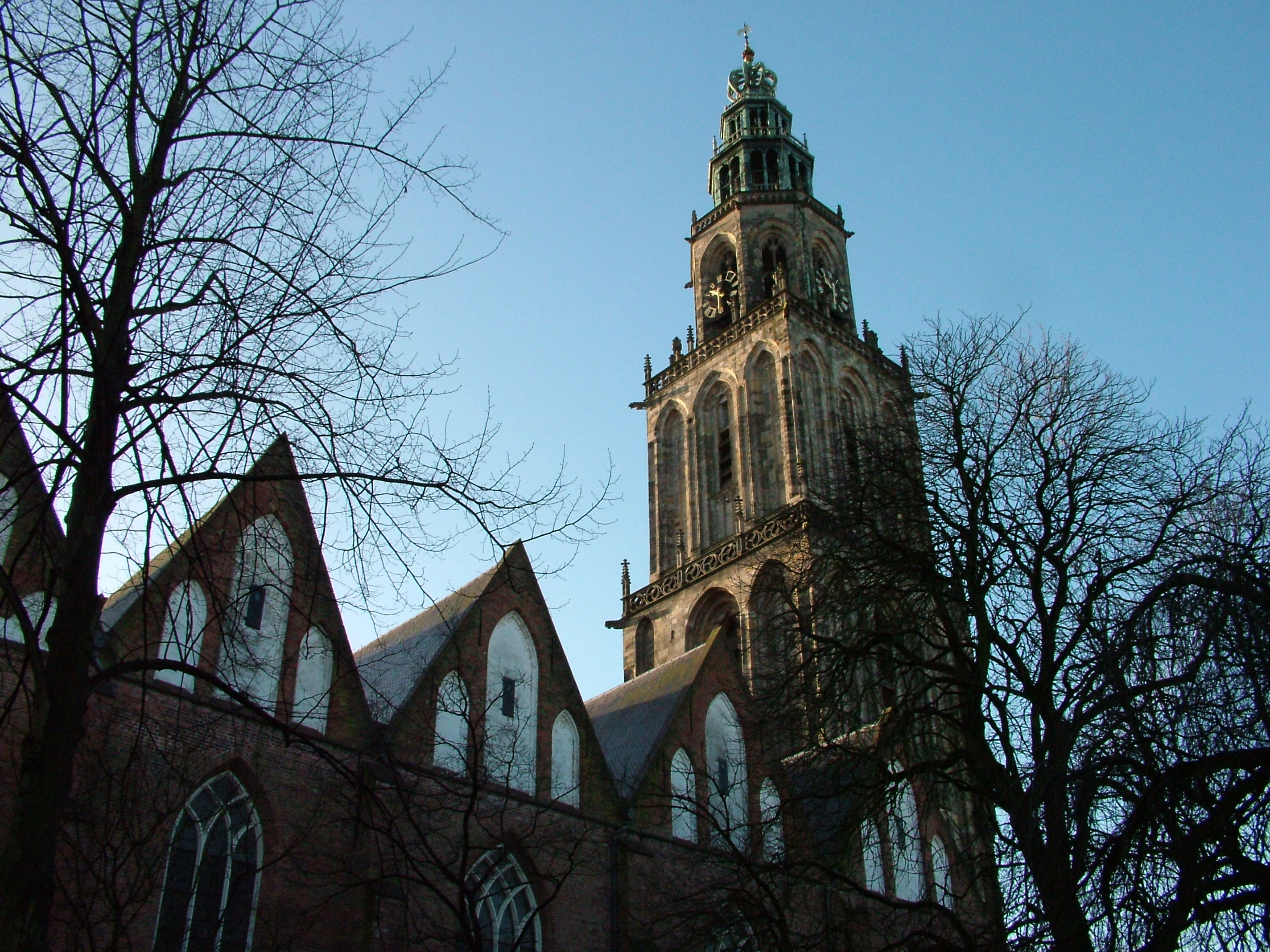
La Martinikerk, simbolo della potenza di Groninga.

La crescita da villaggio a città appare in questo periodo con la fondazione di una seconda parrocchia nel 1247 nella Aa-Kerk e la creazione di due conventi, uno dei Francescani e uno dei Domenicani. Inoltre venne fondato il più antico ospedale cittadino, la Pelstergasthuis, in seguito a una bolla del 1267 di Papa Clemente IV.

Mappa dei Paesi Bassi verso il 1350.

Nel 1251 Groninga ottenne un monopolio sul commercio del grano nella regione della Frisia. Divenuto fiorente mercato per gli intensi commerci con l'Inghilterra, Groninga divenne nel 1282 uno dei primi membri della Lega Anseatica.
Il riconoscimento del Titolo di città, tuttavia, avvenne solo nei primi anni del XIV ad opera del vescovo Guido d'Avesnes.

### Libertà Frisona
In questo periodo la città aderisce alla Libertà Frisona, e nel 1361 divenne anche sede dell'Upstalsboom, Consiglio e organo d'appello della Frisia, sinonimo delle Libertà della Regione. Tuttavia iniziarono assai rapidamente le lotte fra Schieringers e Vetkopers, dove i primi, forti soprattutto nel Gorecht, sostenevano la Libertà Frisona indipendente; mentre i Vetkopers, in maggioranza ricchi possidenti dell'Ommelanden, volevano una Frisia governata da un signore. 
La ricchezza della città crebbe notevolmente e ben presto sia i Conti d'Olanda che i vescovi di Utrecht, provarono ripetutamente a far valere diritti territoriali sulla Frisia, approfittando della situazione instabile dell'area. Alberto I di Baviera, conte d'Olanda, una volta passato lo Zuiderzee nel 1398, fu dichiarato per mano dei Vetkopers, signore di Frisia e delle Ommelanden. Ma la reazione degli Schieringers non si fece attendere, riuscendo a cacciare quasi subito l'invasore olandese. I Vetkopers chiesero quindi aiuto al vescovo Frederik van Blankenheim che inviò le sue truppe ad assediare la città di Groninga, senza però ottenere alcun successo. Nel 1419, per la prima volta attraverso un atto ufficiale, il vescovo di Utrecht fu riconosciuto come signore della città. Ma ben presto Groninga fu resa nuovamente libera. Ulteriori tentativi di sottomissione furono effettuati dai successori dei Conti d'Olanda della casa di Baviera, i Duchi di Borgogna.
Nel 1479, l'imperatore Federico III d'Asburgo riconobbe Groninga come città libera dell'Impero. Nel 1480 l'imperatore confermò i privilegi e propose di darle il controllo sulla Frisia centrale. Ma il tributo richiesto fu eccessivo tanto che non se ne fece più niente.

### Controversie di dominazione
Nel 1498, dopo più di un secolo di guerra civile tra Schieringers e Vetkopers, l'imperatore Massimiliano I d'Asburgo creò la Signoria di Frisia, dove Groninga rimase una città stato fortificata, e la cedette in feudo ad Alberto III di Sassonia come risarcimento di un debito di 300 000 fiorini. Tuttavia i Frisoni non lo riconobbero tale e dovettero difendersi dagli attacchi del signore che assediò la città, invano, nel 1500. Ma le forze sassoni erano potenti, ad Alberto III succedette suo figlio, l'ambizioso Giorgio di Sassonia e la città non poteva competere contro la sua coalizione. Così Groninga accettò come suo signore protettore Edzardo I della Frisia orientale che la salvò dall'assedio del 1506. Neanche Giorgio di Sassonia riuscì a sottomettere i Frisoni, tanto che nel 1515 vendette il feudo ai Duchi di Gheldria, dei quali Carlo II riuscì a sottomettere definitivamente la Frisia occidentale e la Frisia centrale solo nel 1524.
Intanto, nel 1519 l'imperatore Massimiliano I morì e gli succedette Carlo V che continuò una politica permissiva nel rispetto degli storici diritti di autonomia dei paesi Bassi, ma allo stesso tempo aumento il giogo fiscale e iniziò una progressiva centralizzazione amministrativa. Carlo V poco a poco riconquistò una a una le provincie dei Paesi Bassi e nel 1536 fu la volta di Groninga, alla quale venne riconosciuto il suo ruolo di Città Stato con la creazione della Signoria di Groninga.

### Guerra contro gli Spagnoli

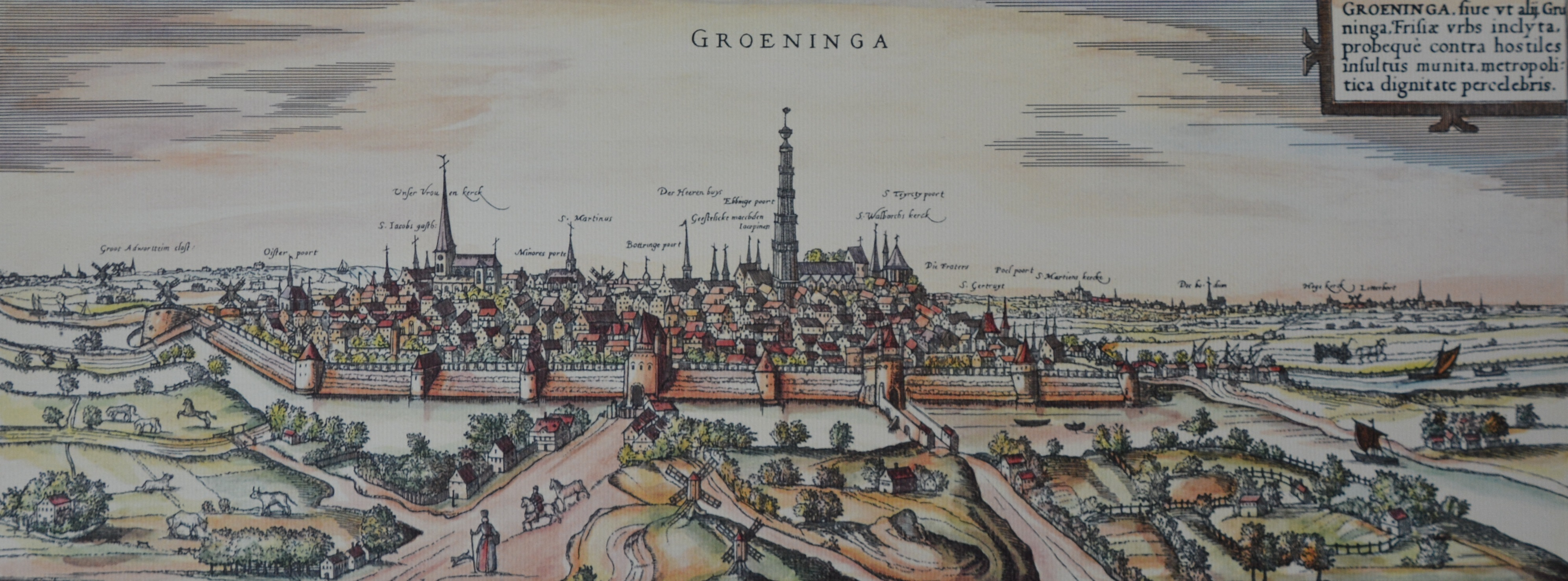
Groninga in una stampa del 1565 di Georg Braun.

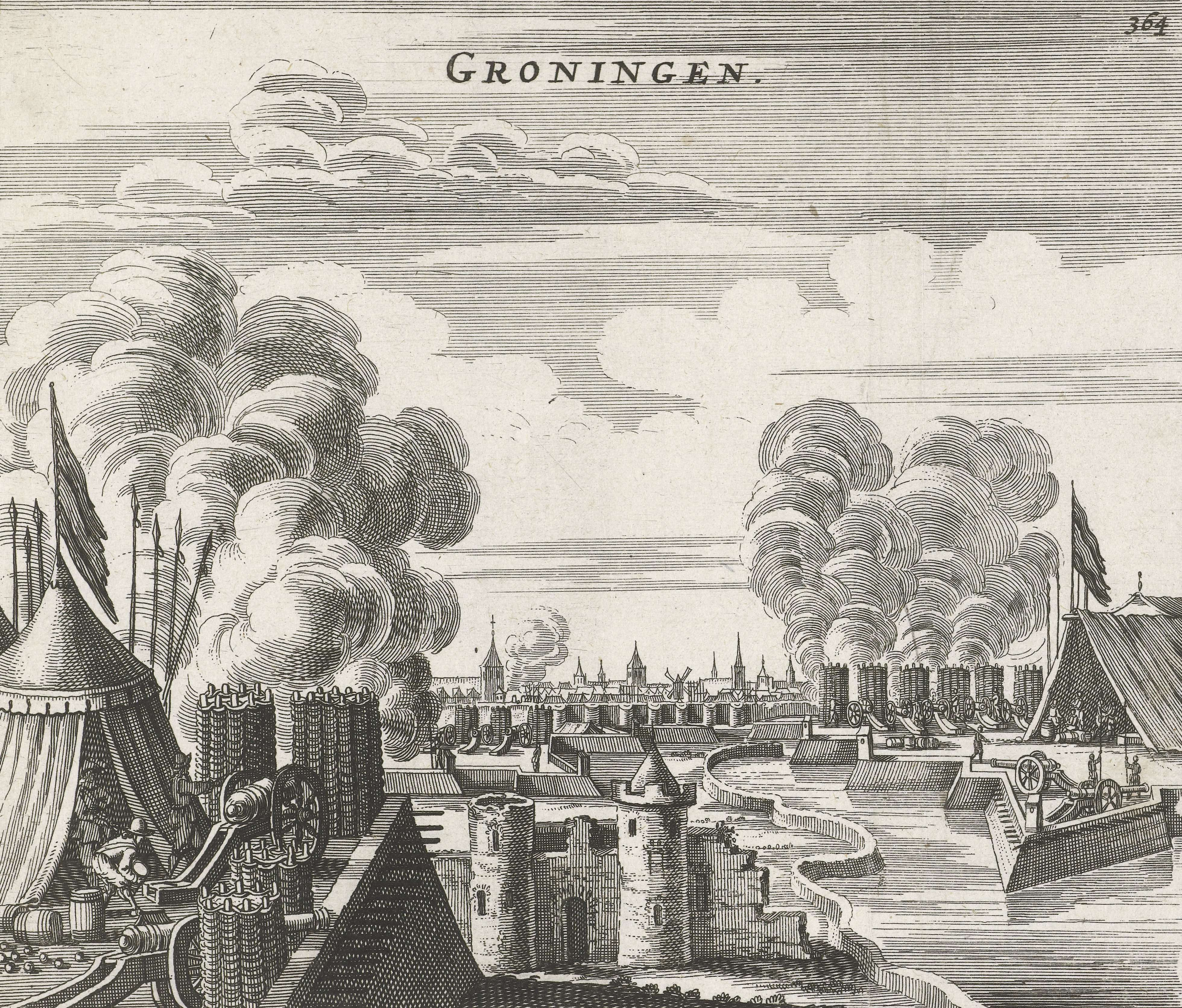
L'assedio del 1594.

Quando l'imperatore Carlo V abdicò nel 1556, la Frisia passò a suo figlio Filippo II di Spagna così come il resto dei Paesi Bassi. Nel 1559 insieme a Papa Paolo IV riorganizzarono la Chiesa nei Paesi Bassi. In questo progetto il 12 maggio 1559, con la bolla Super universal, venne fondata la nuova Diocesi di Groninga che comprendeva la città e il Gorecht e il Drenthe, ritagliati dall'Arcidiocesi di Utrecht. Ma la forte pressione fiscale, centralizzazione del potere e l'affermarsi della fede calvinista causarono non poche tensioni. Nel 1566 la Frisia si unì alla ribellione contro il dominio spagnolo.
Tra il 1571 e il 1577 le Ommelanden insorsero e nominarono il primo statolder, George van Lalaing, detto Rennenberg. Anche Groninga e il Gorecht, cacciarono gli spagnoli e il Rennenberg fu riconosciuto statolder anche della città. Nel 1579 Groninga sottoscrisse l'Unione di Utrecht come provincia di Groningen en Ommelanden. Tuttavia, l'anno seguente, il Rennenberg tradì la causa dei Paesi Bassi indipendenti dalla Spagna, e ricondusse Groninga con altre città sotto la corona spagnola. 
Solo il 22 luglio 1594, Maurizio d'Orange riuscì a incorporare la Signoria sotto il controllo della Repubblica delle Sette Province Unite col nome di Stad en Lande. Per questa tardiva associazione Groninga fu sempre l'ultima di rango negli Stati Generali. Con l'arrivo di Maurizio d'Orange i protestanti conquistarono la città e il culto cattolico fu proibito; il vescovo di Groninga dovette riparare a Bruxelles e alla sua morte (7 marzo 1603) la diocesi fu soppressa.

### Età d'Oro

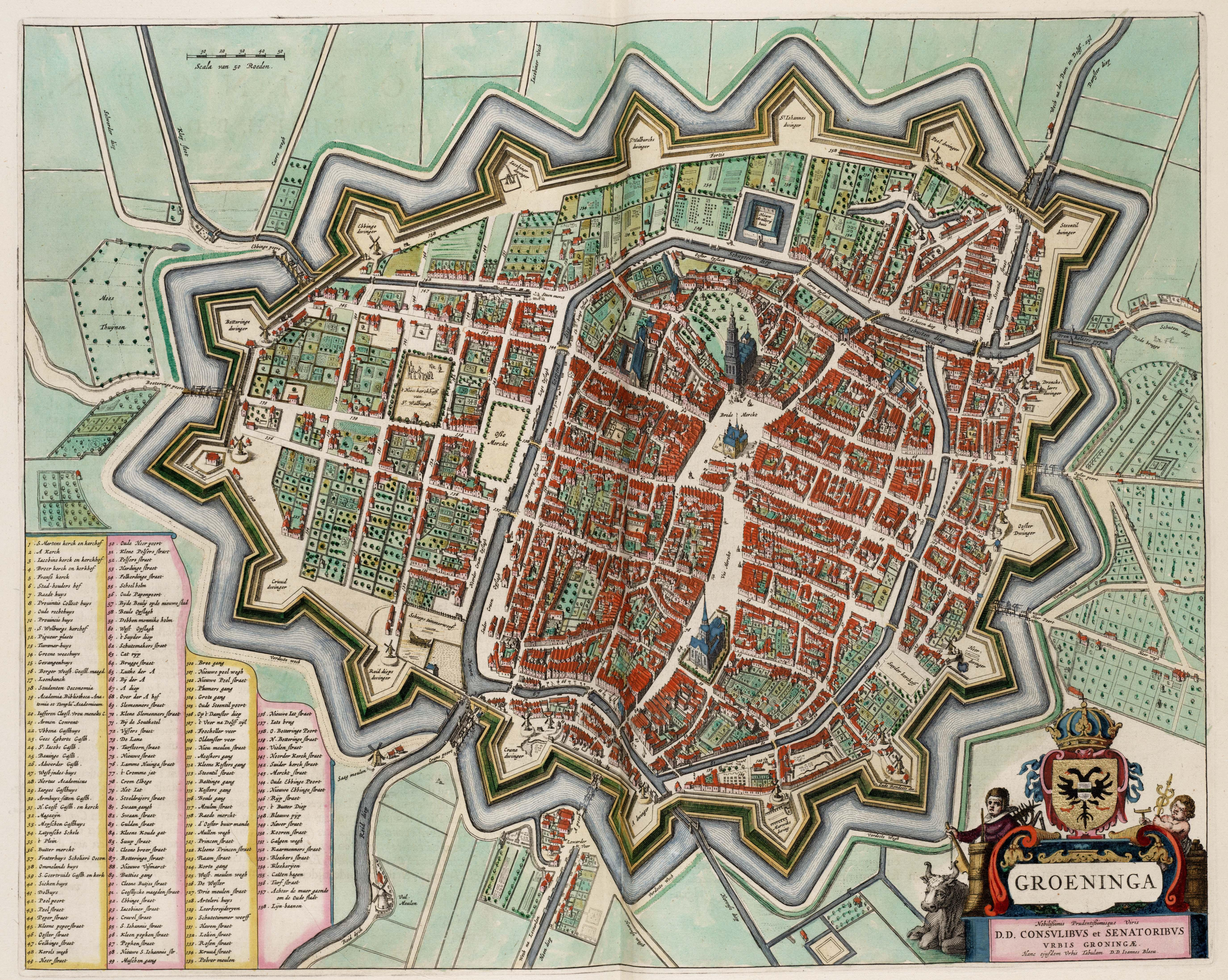
Groninga in una stampa del 1649 con le sue possenti fortificazioni.

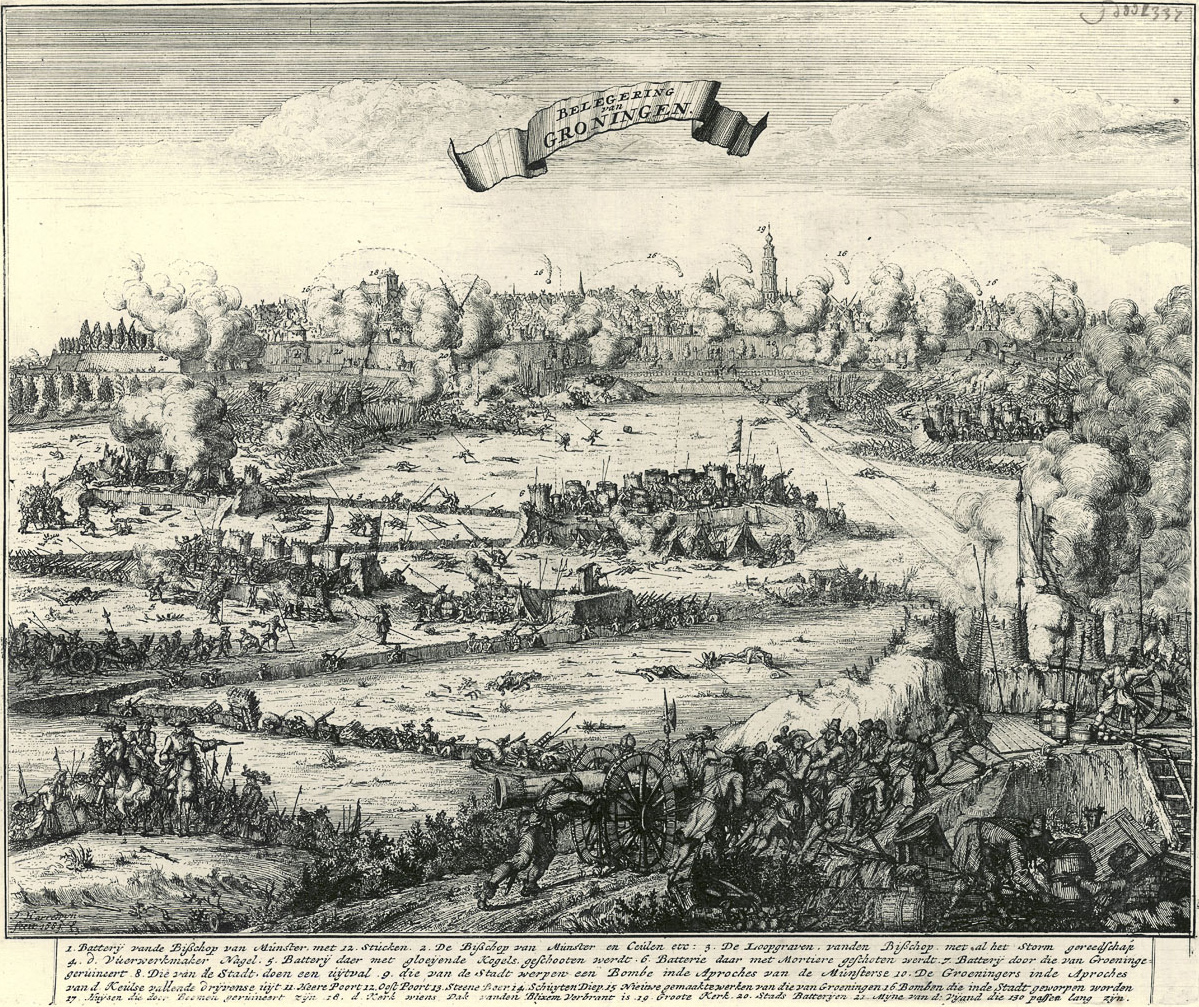
L'assedio del 1672.

In questo periodo la città e la sua popolazione crebbero notevolmente. Venne incrementata l'estrazione della torba, che ne fece la vera ricchezza economica, e per la quale si costruì anche lo Stadskanaal che portava direttamente al centro di Groninga. Nel 1614 vi fu aperta l'università, nota soprattutto per gli studi di teologia, venne ricostruita la guglia della Martinitoren e dotata di una nuova, possente cinta muraria dall'enorme sviluppo di ben 7 km. Tali fortificazioni le permisero di ricacciare l'assedio mosso nel 1672 dalle milizie degli arcivescovi di Colonia e di Münster, alleati del re Luigi XIV di Francia.

### XIX secolo

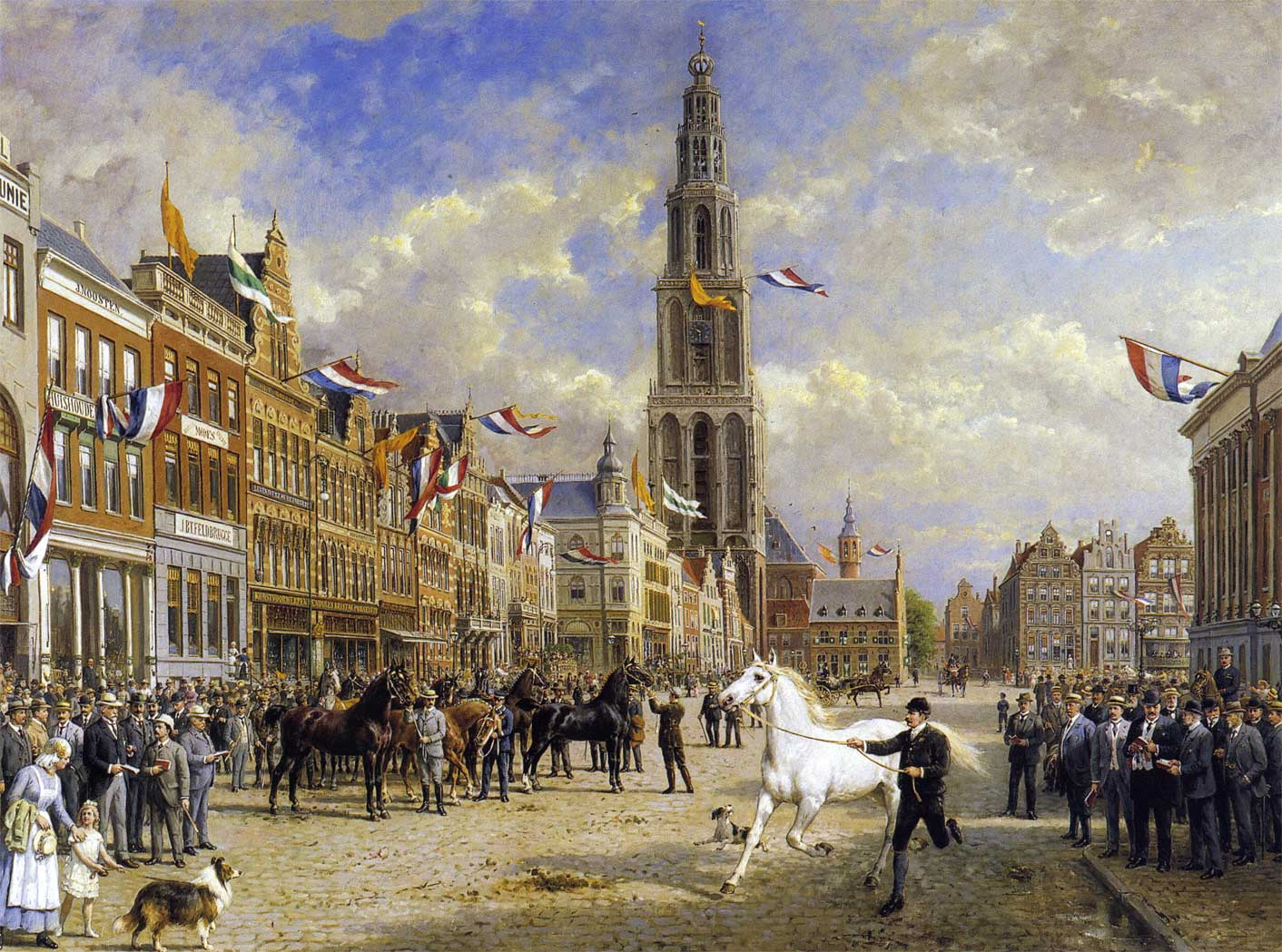
Il Grote Markt nel 1920.

Il suo ruolo di "Capitale della Contea" si concluse con l'occupazione Francese, anche se vi lasciarono aperta l'Università, come a Leida, contrariamente alle altre del Paese che vennero chiuse.
La torba rimase un significativo contributo alle finanze urbane, tanto che nel 1795 lo Stadskanaal venne esteso fino al villaggio di Ter Apel, al confine con la Germania, luogo di importanti giacimenti. Fra il 1866 e il 1876 venne scavato il Canale dell'Eems in direzione di Delfzijl, mentre l'Hoornsediep venne sviluppato nel Noord-Willemskanaal.

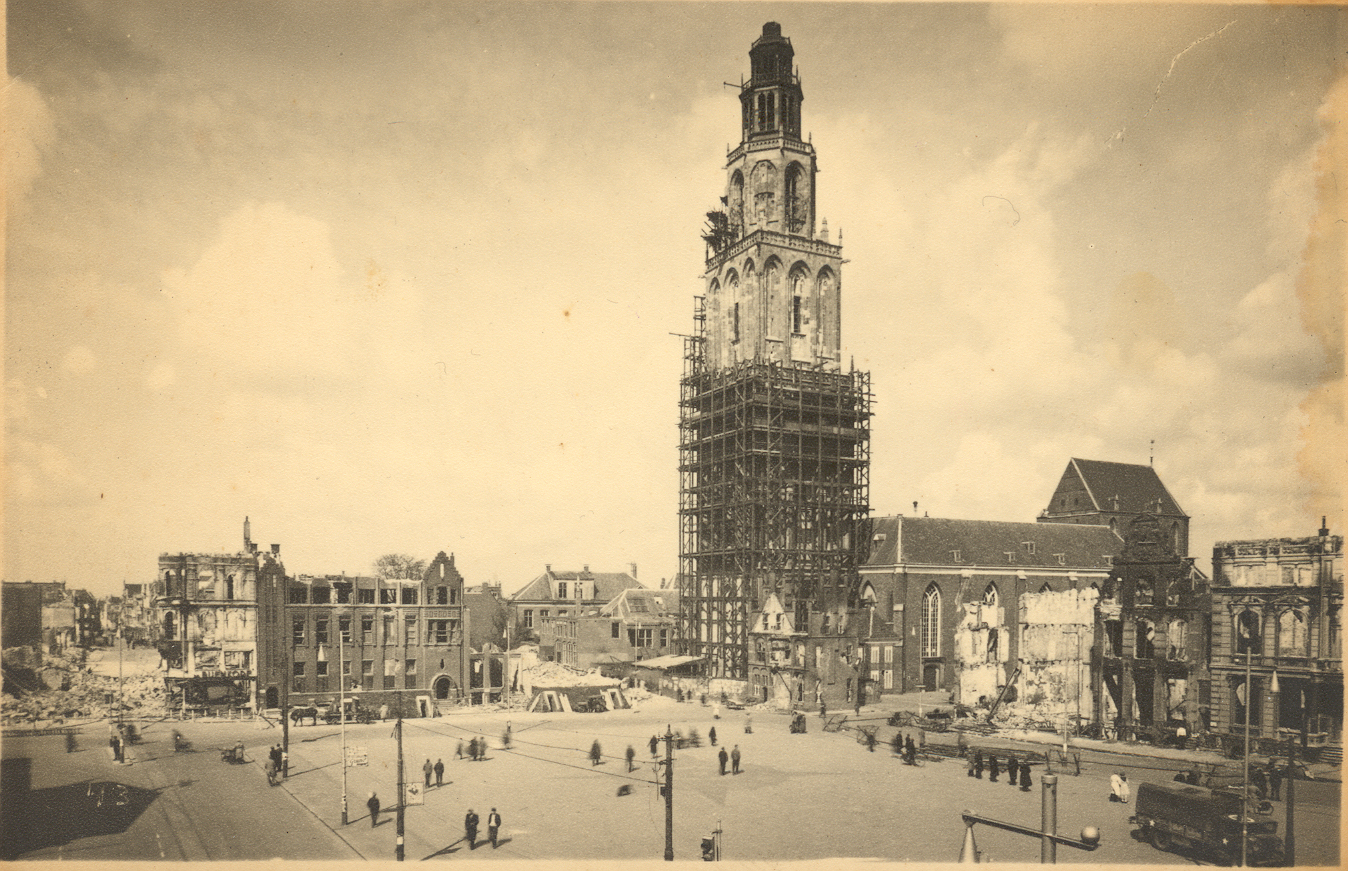
Il Grote Markt dopo la Liberazione del 1945.

Tuttavia, fino ad allora non era mai stata possibile un'espansione urbana al di fuori delle mura a causa dell'importanza militare della città come fortezza.
Dopo la Guerra franco-prussiana del 1870-71 fu chiaro che le piazzeforti militari come Groninga non avevano più alcun significato e dal 1874 se ne iniziò lo smantellamento. Al di fuori delle antiche mura vennero creati nuovi quartieri, prima a sud lungo la Hereweg, poi dall'Oosterpoort e infine verso nord.

### La Seconda guerra mondiale
La seconda guerra mondiale ha lasciato tracce profonde a Groninga. La città venne occupata rapidamente e senza resistenza da parte dei tedeschi. In totale circa 3 300 persone morirono a causa della guerra, fra cui 2 800 cittadini ebrei.
La liberazione di Groningen nel 1945 costò una lotta feroce, anche a causa della relativamente grande guarnigione tedesca, tra cui le SS. Molti combattenti della resistenza furono arrestati e giustiziati prima dell'arrivo dei Canadesi. Gran parte della città fu danneggiata, e l'intero lato settentrionale e orientale del Grote Markt (Piazza del Mercato Grande) vennero distrutti; la Martinikerk è rimasta straordinariamente ben conservato.
Oggi Groninga è un importante centro industriale, con giacimenti di gas naturale (forse i maggiori d'Europa) situati nella vicina Slochteren e per le industrie alimentari, in particolare per la raffinazione dello zucchero di barbabietola.

## Monumenti e luoghi d'interesse

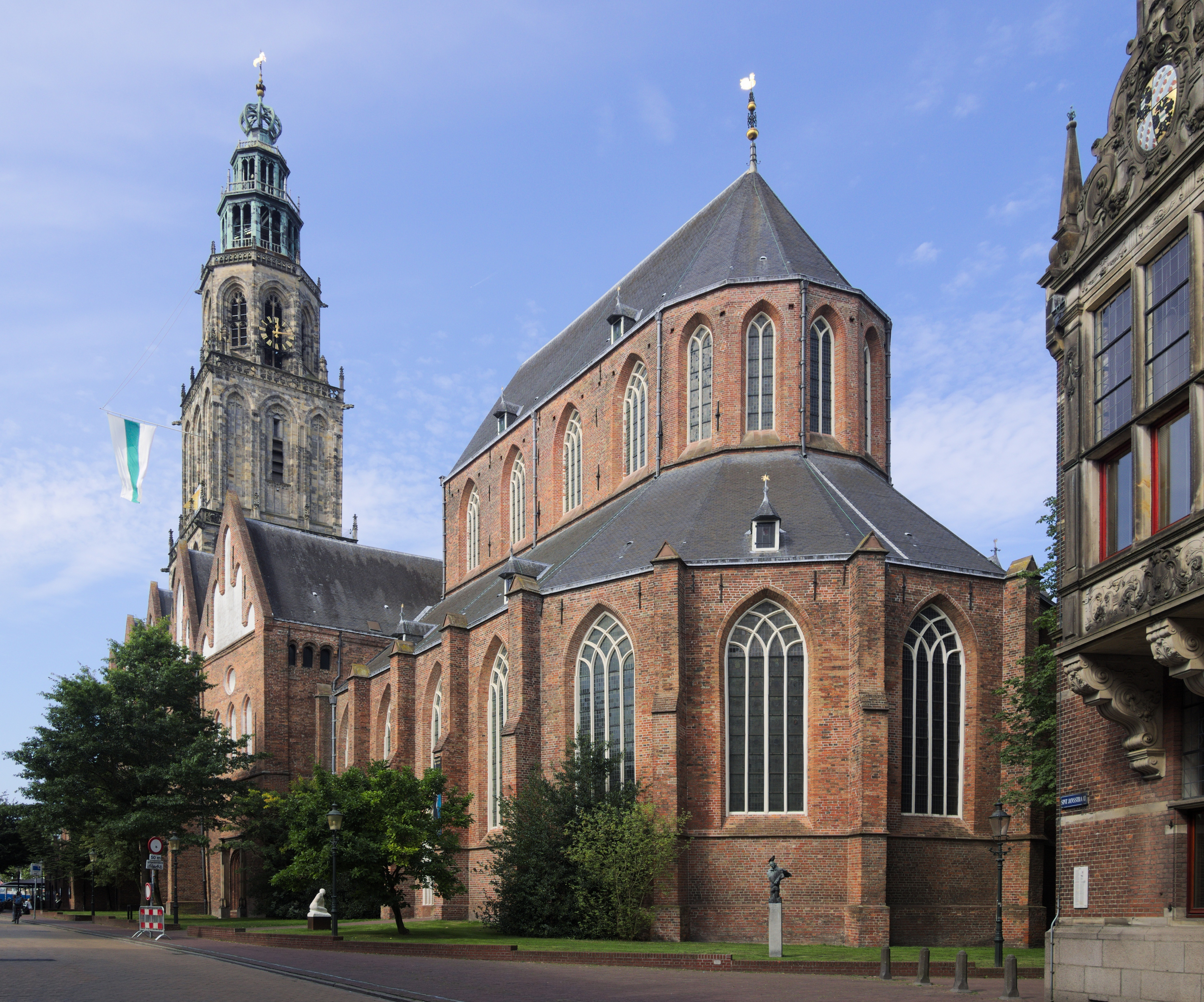
La Martinikerk.

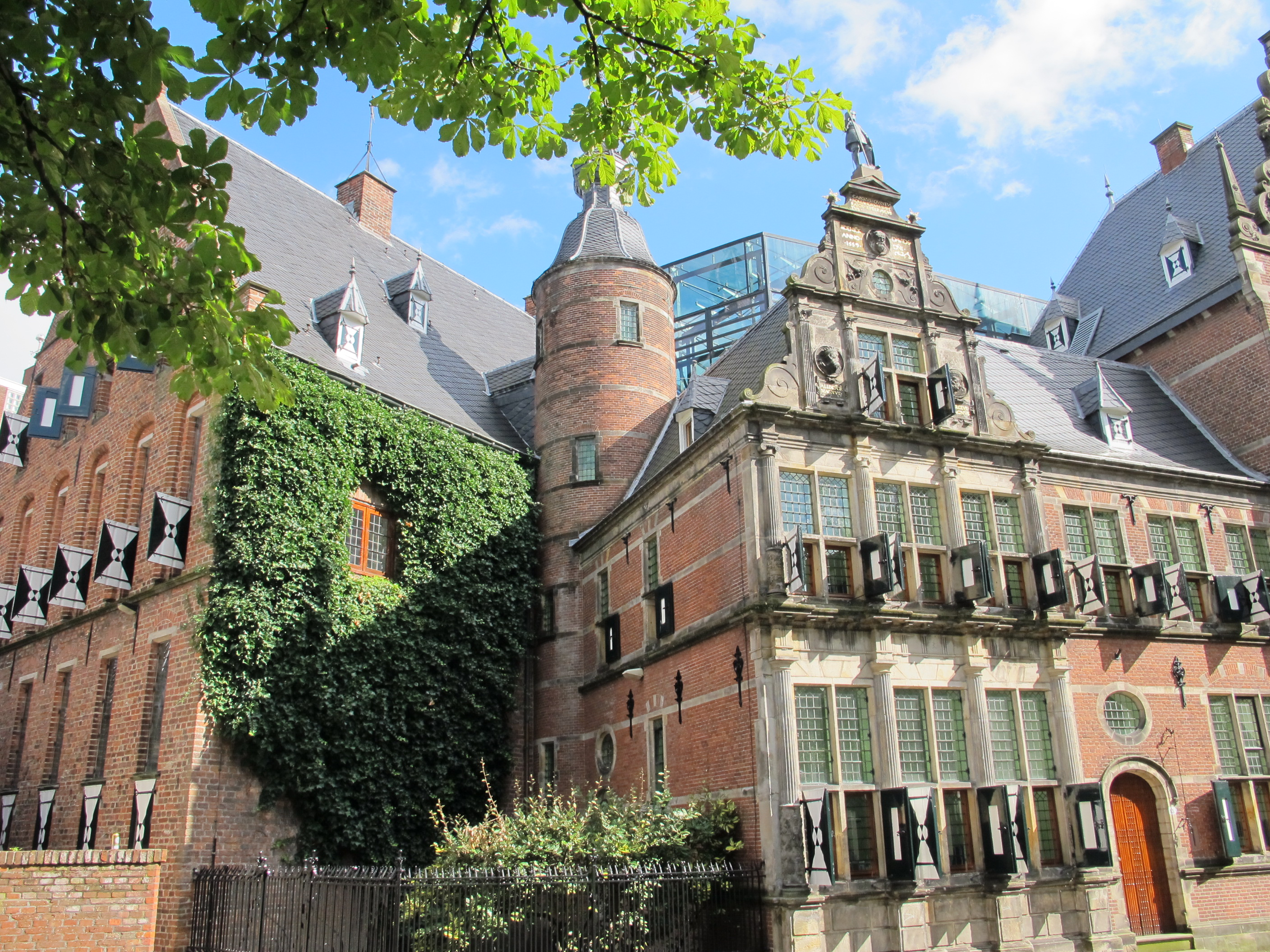
La Sint Maartensschool del 1550.

Il centro cittadino è compatto e circondato da un anello di canali; dagli anni settanta esso è in gran parte vietato alle automobili (persino entro i Paesi Bassi, Groninga è nota come una delle città che più favoriscono l'uso della bicicletta). 
- Grote Markt, la Piazza del Mercato grande è la maggiore della città e vi si affacciano i monumenti più importanti.
  - Martinikerk. La Chiesa di san Martino è il più importante monumento della città. Edificata su edifici precedenti a partire dal 1230 venne ampliata e modificata fino a tutto il XVI secolo. L'accompagna il suo campanile (la Martinitoren, alta 96,8 m) che è il simbolo della città. La chiesa contiene un pregevole organo monumentale.
  - Stadhuis, il Municipio neoclassico, eretto fra il 1775 e il 1810 su progetto di Jacob Otten Husly.
  - Goudkantoor, l'Ufficio dell'oro, venne costruito nel 1635 come ufficio di riscossione delle tasse. Il progetto viene attribuito a Johan Isbrants, architetto di città.
- Martinikerkhof. La Corte di san Martino è una delle piazze più pittoresche e popolari della città. Sorta su un antico cimitero medievale è circondata da edifici rinascimentali originariamente destinati a usi religiosi e amministrativi, è stata completamente restaurata. Vi spiccano l'antica Sint Maartensschool del 1550 ed il Palazzo provinciale, eretto nel 1559 come Huis Cardinael, casa cardinalizia, poi demolito nel 1897 venne rifatto seguendo le forme originali nel 1927.
- Vismarkt, la Piazza del Mercato del Pesce è un altro luogo storico. 
  - Aa-Kerk La chiesa sull'Aa di origini romanico-gotiche che poi venne trasformata nel XV secolo in una grande chiesa tardogotica. Presenta una singolare torre sulla facciata dalla copertura lignea barocca.
- Groninger Museum, dalla controversa architettura, sorge un'isola nei canali che circondano il centro ed è dedicato soprattutto all'arte moderna.
- Università di Groninga. Groninga è sede di due università: la principale (e più antica) ha sedi sia al centro (dove si trova la storica Academiegebouw) che alla periferia; la seconda è la Hanzehogeschool (una sorta di politecnico) e si trova in periferia. Nel complesso le due hanno circa 40 000 studenti, che ravvivano notevolmente la vita notturna e culturale.

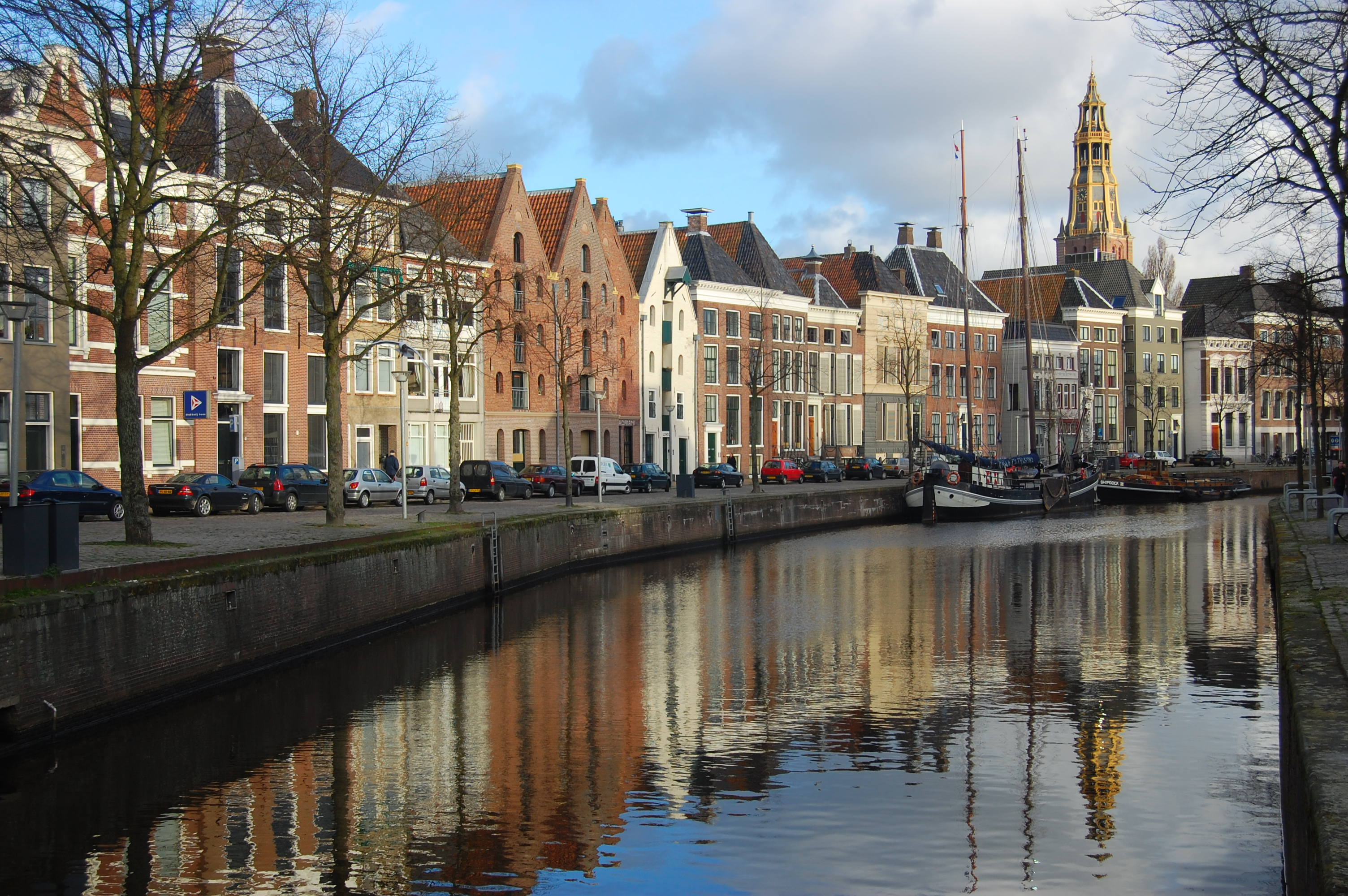
Il lungo-Aa
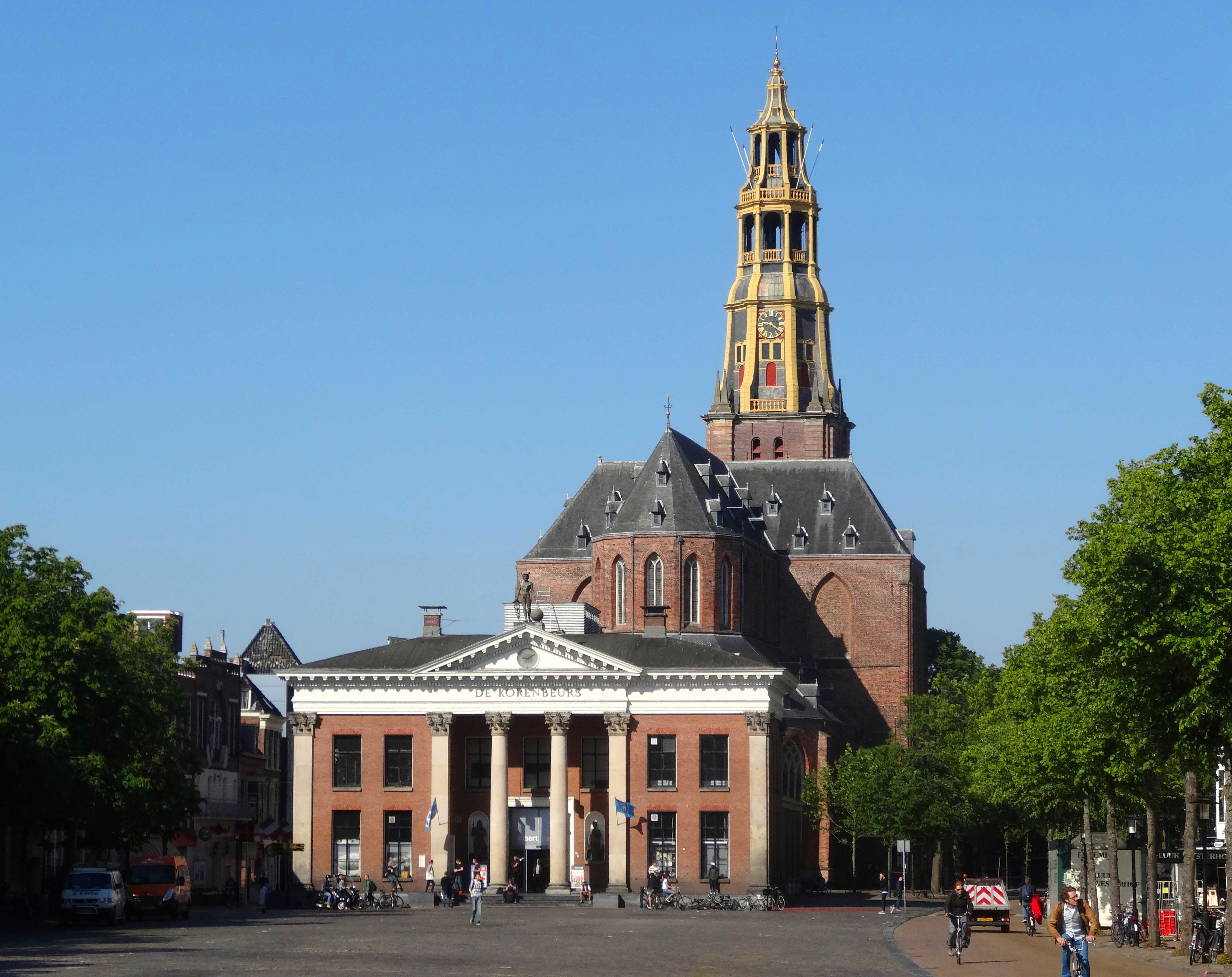
La piazza del Mercato del Pesce con la Aa-Kerk.
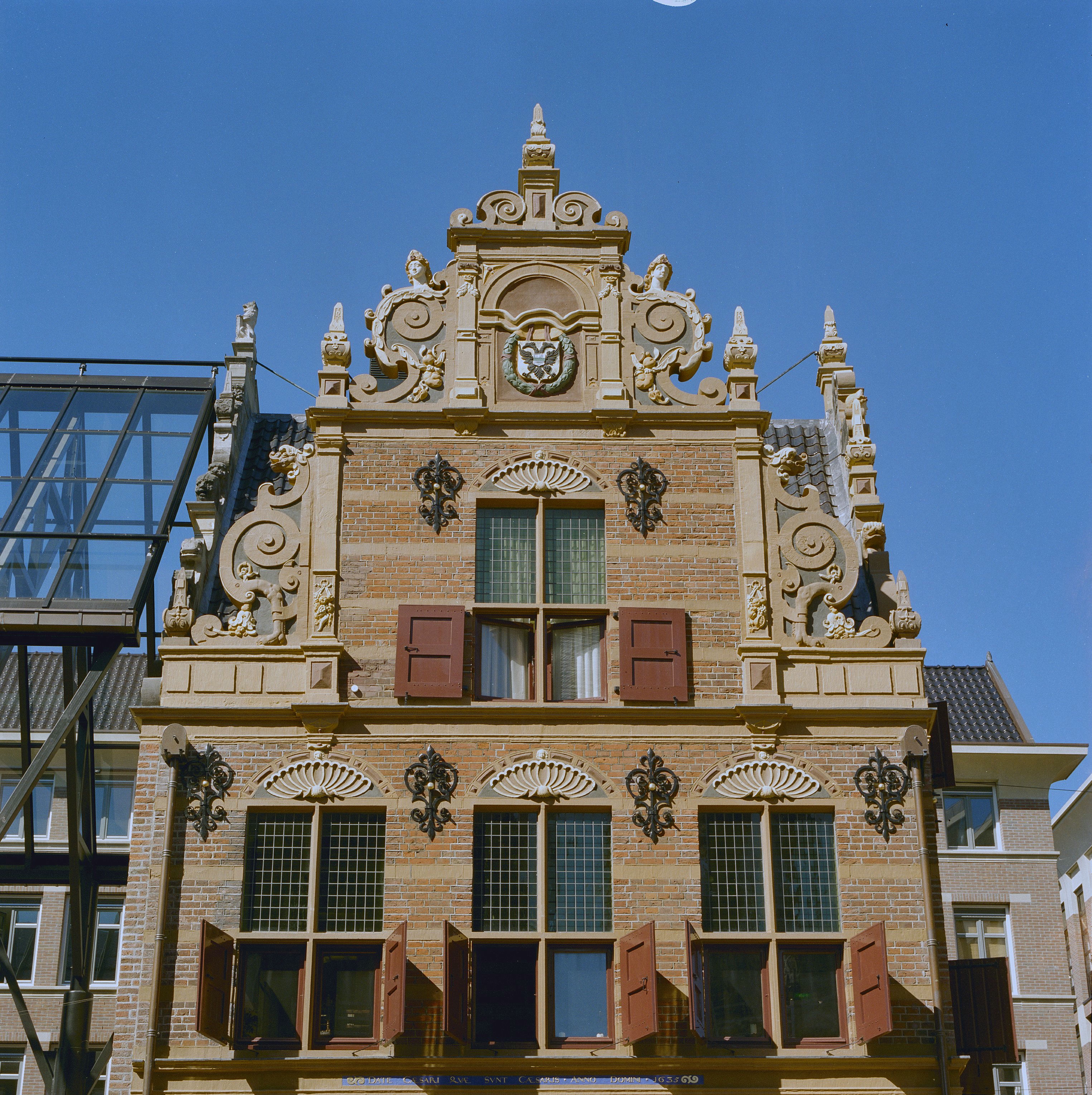
Particolare della facciata del Goudkantoor
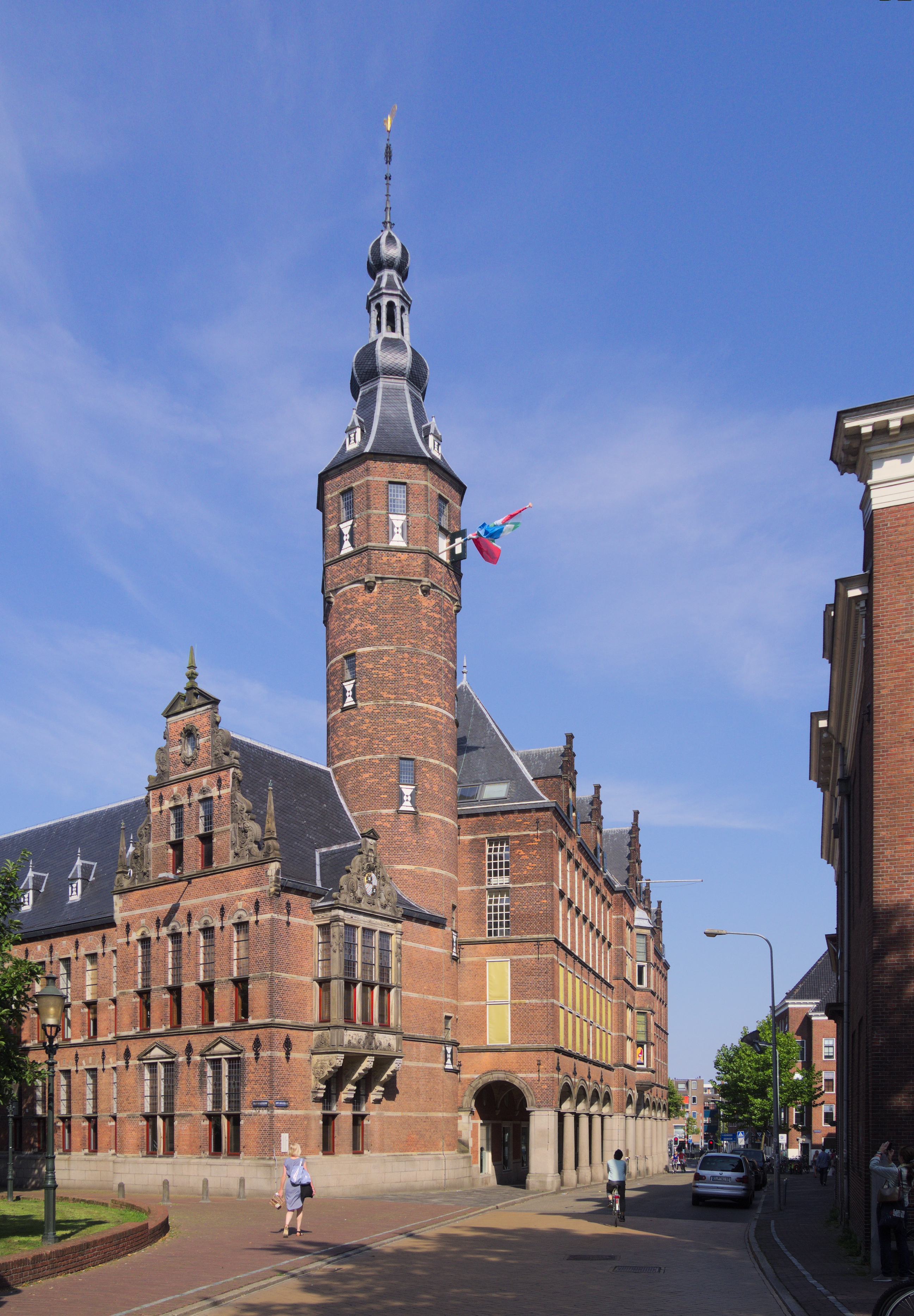
Il palazzo provinciale
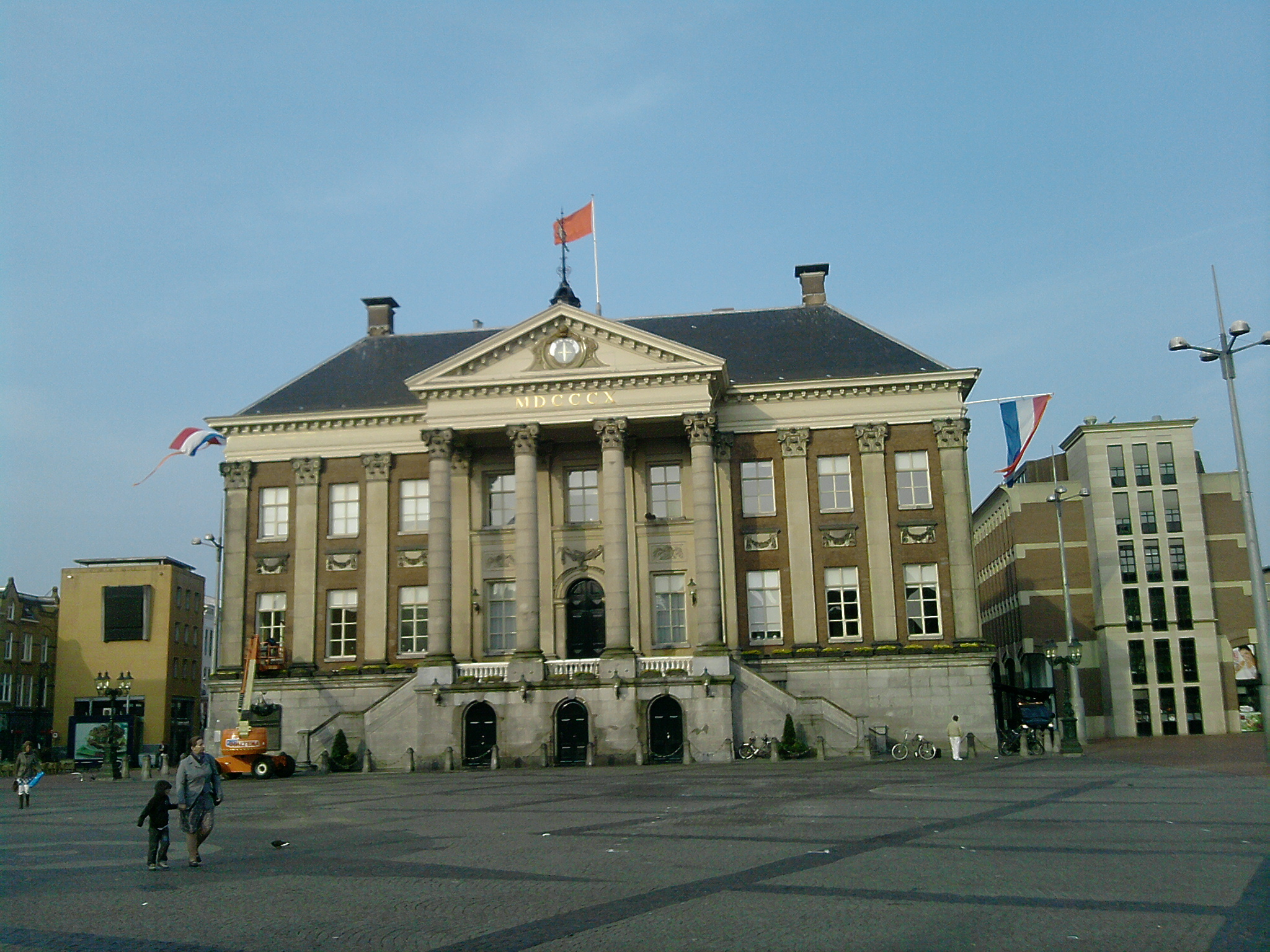
Il municipio neoclassico

## Geografia antropica

### Municipalità

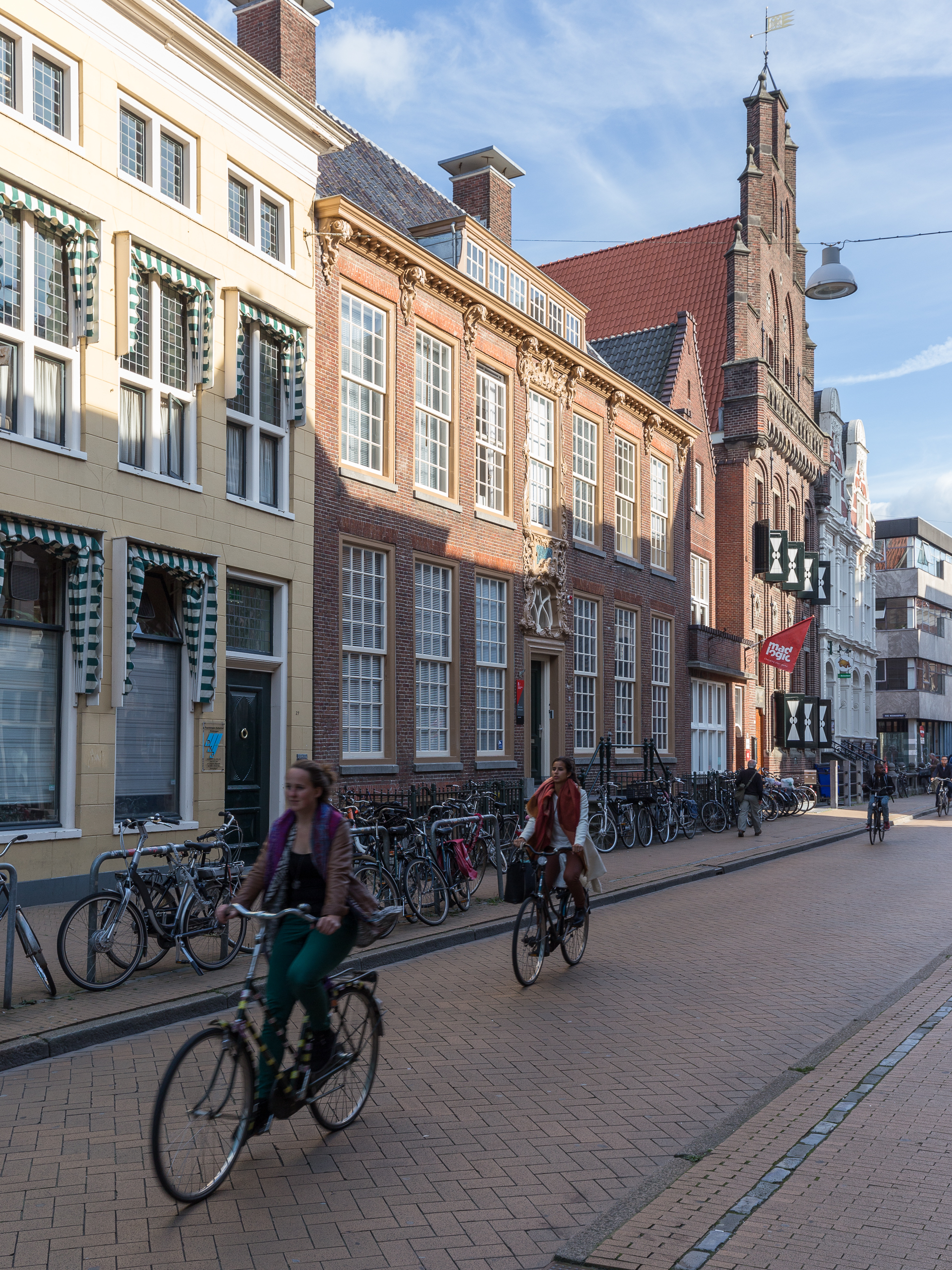
Oude Boteringestraat.

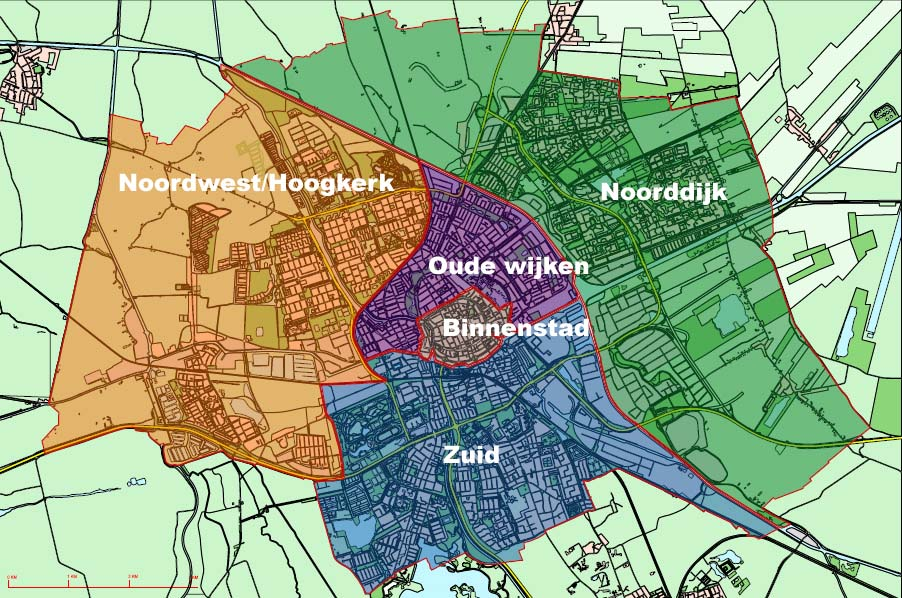
Quartieri di Groninga.

Groninga costituisce una delle municipalità (gemeenten) dei Paesi Bassi. Oltre alla città propriamente detta, la gemeente di Groninga comprende anche i centri abitati di Dorkwerd, Engelbert, Hoogkerk, Leegkerk, Middelbert, Noorddijk, Noorderhoogebrug, Oosterhogebrug, Roodehaan, Ruischerbrug e Vierverlaten.

## Infrastrutture e trasporti
La città è servita dall'aeroporto di Groninga-Eelde, situato nella cittadina di Eelde, nella provincia di Drenthe, 9 km a sud della città e raggiungibile da Groninga tramite l'autostrada A28, parte della strada europea E232.
Lo scalo ferroviario principale è la stazione di Groninga.

### Ciclabilità
Groninga è famosa per essere la città più ciclabile del mondo, con la sua quota del 57% di spostamenti in bicicletta sul totale. 
Il centro storico ha una viabilità interamente ridisegnata per spostamenti a piedi, in bicicletta e per il trasporto pubblico. Il traffico automobilistico è in parte interdetto ed in parte "filtrato" e forzatamente ridotto dalla non attraversabilità del centro stesso.
All'esterno del centro storico è poi presente una fitta rete di piste ciclabili separate dal traffico motorizzato, in totale continuità, con attraversamenti (dotati di precedenza) a tutti gli incroci.
Groninga è anche nota per il servizio giornalistico della trasmissione televisiva Report, sulla mobilità in bicicletta ed il suo ruolo di buon modello anche per l'Italia.

## Sport
La città ha una squadra di calcio professionale, il Groningen, che gioca nell'Eredivisie (Prima Divisione del campionato di calcio olandese).
È presente anche una squadra di pallacanestro, il GasTerra Flames, che gioca nella FEB Eredivisie, la massima serie del campionato olandese.
L'11 maggio 2002 il cronoprologo del Giro d'Italia 2002 si è disputato a Groninga con la vittoria dello spagnolo Juan Carlos Domínguez.

## Parchi a Groningen

### Noorderplantsoen
Noorderplantsoen è un parco cittadino lungo un lago con sentieri, un padiglione per bande musicali e un caffè in un padiglione circolare del 1930.
Indirizzo: Kruissingel 1, 9712 XN Groningen, Paesi Bassi
Orari di apertura: Aperto 24 ore su 24

### Stadspark
Stadspark è un ampio parco noto per la sua bellezza naturale e le aree ricreative.
Indirizzo: Concourslaan, Groningen, Paesi Bassi
Orari di apertura: Aperto 24 ore su 24

### Sterrebos Groningen
Sterrebos è un parco in stile paesaggistico inglese con sentieri, un piccolo lago e un palco per bande.
Indirizzo: Hereweg 91, 9721 AA Groningen, Paesi Bassi
Orari di apertura: Aperto 24 ore su 24

### Hoornse Park
Hoornse Park è un parco panoramico ideale per il relax e le attività all'aperto.
Indirizzo: 9728 MK Groningen, Paesi Bassi
Orari di apertura: Aperto 24 ore su 24

### Prinsentuin
Prinsentuin è un giardino storico in stile Rinascimento con sezioni per erbe aromatiche e rose e un caffè.
Indirizzo: Prinsentuin, 9711 VV Groningen, Paesi Bassi
Orari di apertura: Sabato 10-18, Domenica 10-16:30, Lunedì-Venerdì 10-18

## Amministrazione

### Gemellaggi
- Oldenburg
- Graz[13]
- Katowice[14]